# Marco Bizot
Marco Bizot (Hoorn, 10 marzo 1991) è un calciatore olandese, portiere dell'Aston Villa.

## Carriera

### Club
Cresciuto nell'Ajax, nella stagione 2011-2012 viene mandato in prestito al Cambuur. L'anno seguente viene venduto a titolo definitivo al Groningen, con cui gioca diverse partite in Eredivisie, la massima serie olandese. Passato al Genk nel 2014, dopo tre anni torna in Olanda accordandosi con l’AZ Alkmaar diventando titolare inamovibile tanto da superare le 100 presenze in Eredivisie con il club di Alkmaar nel novembre 2020.
Il 4 agosto 2021 viene acquistato dal Brest, club della prima divisione francese; nella stagione 2023-2024 conquista un terzo posto in classifica (miglior piazzamento di sempre del club bretone, che si qualifica anche per la prima volta nella sua storia ad una competizione europea, nello specifico la Champions League).
Il 15 luglio 2025 viene acquistato dall'Aston Villa.

### Nazionale
Nel 2009 ha giocato una partita nella fase finale degli Europei Under-19; l'anno seguente gioca una partita amichevole con la maglia dell'Under-20. Nel 2011 ha giocato una partita amichevole e 2 partite di qualificazione agli Europei Under-21; l'anno seguente gioca altre 3 partite amichevoli con l'Under-21, venendo anche inserito nella lista dei convocati per la fase finale degli Europei Under-21 del 2013, nei quali la sua nazionale viene eliminata in semifinale dall'Italia (1-0).
L’11 novembre 2020 debutta in nazionale maggiore in occasione dell’amichevole con la Spagna finita 1-1; diventa così il 55º portiere della storia della nazionale e il 3º proveniente dall’AZ dopo Oscar Moens e Henk Timmer.
Il 1º giugno 2021, a seguito della positività al COVID-19 di Jasper Cillessen, viene inserito tra i convocati per l’Europeo.

## Statistiche

### Presenze e reti nei club
Statistiche aggiornate al 16 agosto 2025.
| Stagione          | Squadra           | Campionato        | Campionato | Campionato | Coppe nazionali | Coppe nazionali | Coppe nazionali | Coppe continentali | Coppe continentali | Coppe continentali | Altre coppe | Altre coppe | Altre coppe | Totale | Totale |
| Stagione          | Squadra           | Comp              | Pres       | Reti       | Comp            | Pres            | Reti            | Comp               | Pres               | Reti               | Comp        | Pres        | Reti        | Pres   | Reti   |
| ----------------- | ----------------- | ----------------- | ---------- | ---------- | --------------- | --------------- | --------------- | ------------------ | ------------------ | ------------------ | ----------- | ----------- | ----------- | ------ | ------ |
| 2011-2012         | Cambuur           | EED               | 17+4       | -25 + -5   | CO              | 0               | 0               | -                  | -                  | -                  | -           | -           | -           | 21     | -30    |
| 2012-2013         | Groningen         | ED                | 16+2       | -23 + -4   | CO              | 0               | 0               | -                  | -                  | -                  | -           | -           | -           | 18     | -27    |
| 2013-2014         | Groningen         | ED                | 34+4       | -53 + -1   | CO              | 3               | -1              | -                  | -                  | -                  | -           | -           | -           | 41     | -55    |
| Totale Groningen  | Totale Groningen  | Totale Groningen  | 56         | -81        |                 | 3               | -1              |                    | -                  | -                  |             | -           | -           | 59     | -82    |
| 2014-2015         | Genk              | PL                | 5          | -5         | CB              | 0               | 0               | -                  | -                  | -                  | -           | -           | -           | 5      | -5     |
| 2015-2016         | Genk              | PL                | 15+12      | -10 + -16  | CB              | 5               | -7              | -                  | -                  | -                  | -           | -           | -           | 32     | -33    |
| 2016-2017         | Genk              | PL                | 22         | -30        | CB              | 4               | -3              | UEL                | 11                 | -14                | -           | -           | -           | 37     | -47    |
| Totale Genk       | Totale Genk       | Totale Genk       | 54         | -61        |                 | 9               | -10             |                    | 11                 | -14                |             | -           | -           | 74     | -85    |
| 2017-2018         | AZ Alkmaar        | ED                | 34         | -38        | CO              | 6               | -8              | -                  | -                  | -                  | -           | -           | -           | 40     | -46    |
| 2018-2019         | AZ Alkmaar        | ED                | 34         | -43        | CO              | 5               | -1              | UEL                | 2                  | -3                 | -           | -           | -           | 41     | -47    |
| 2019-2020         | AZ Alkmaar        | ED                | 24         | -11        | CO              | 3               | -3              | UEL                | 14                 | -13                | -           | -           | -           | 41     | -27    |
| 2020-2021         | AZ Alkmaar        | ED                | 33         | -37        | CO              | 1               | -1              | UCL+UEL            | 2+6                | -3 + -5            | -           | -           | -           | 42     | -46    |
| Totale AZ Alkmaar | Totale AZ Alkmaar | Totale AZ Alkmaar | 125        | -129       |                 | 15              | -13             |                    | 24                 | -24                |             | -           | -           | 164    | -166   |
| 2021-2022         | Brest             | L1                | 38         | -57        | CF              | 0               | 0               | -                  | -                  | -                  | -           | -           | -           | 38     | -57    |
| 2022-2023         | Brest             | L1                | 37         | -54        | CF              | 0               | 0               | -                  | -                  | -                  | -           | -           | -           | 37     | -54    |
| 2023-2024         | Brest             | L1                | 32         | -34        | CF              | 0               | 0               | -                  | -                  | -                  | -           | -           | -           | 32     | -34    |
| 2024-2025         | Brest             | L1                | 32         | -54        | CF              | 0               | 0               | UCL                | 9                  | -14                | -           | -           | -           | 41     | -68    |
| Totale Brest      | Totale Brest      | Totale Brest      | 139        | -199       |                 | 0               | 0               |                    | 9                  | -14                |             | -           | -           | 164    | -166   |
| 2025-2026         | Aston Villa       | PL                | 1          | 0          | FACup+CdL       | 0               | 0               | UEL                | 0                  | 0                  | -           | -           | -           | 1      | 0      |
| Totale carriera   | Totale carriera   | Totale carriera   | 396        | -500       |                 | 27              | -24             |                    | 44                 | -52                |             | -           | -           | 467    | -576   |

### Cronologia presenze e reti in nazionale
| Cronologia completa delle presenze e delle reti in nazionale ― Paesi Bassi | Cronologia completa delle presenze e delle reti in nazionale ― Paesi Bassi | Cronologia completa delle presenze e delle reti in nazionale ― Paesi Bassi | Cronologia completa delle presenze e delle reti in nazionale ― Paesi Bassi | Cronologia completa delle presenze e delle reti in nazionale ― Paesi Bassi | Cronologia completa delle presenze e delle reti in nazionale ― Paesi Bassi | Cronologia completa delle presenze e delle reti in nazionale ― Paesi Bassi | Cronologia completa delle presenze e delle reti in nazionale ― Paesi Bassi |
| Data                                                                       | Città                                                                      | In casa                                                                    | Risultato                                                                  | Ospiti                                                                     | Competizione                                                               | Reti                                                                       | Note                                                                       |
| -------------------------------------------------------------------------- | -------------------------------------------------------------------------- | -------------------------------------------------------------------------- | -------------------------------------------------------------------------- | -------------------------------------------------------------------------- | -------------------------------------------------------------------------- | -------------------------------------------------------------------------- | -------------------------------------------------------------------------- |
| 11-11-2020                                                                 | Amsterdam                                                                  | Paesi Bassi                                                                | 1 – 1                                                                      | Spagna                                                                     | Amichevole                                                                 | -1                                                                         |                                                                            |
| Totale                                                                     |                                                                            | Presenze                                                                   | 1                                                                          |                                                                            | Reti                                                                       | -1                                                                         |                                                                            |